# Dactylochelifer vtorovi
Espèce
Dactylochelifer vtorovi est une espèce de pseudoscorpions de la famille des Cheliferidae.

## Distribution
Cette espèce est endémique du Kirghizistan. Elle se rencontre dans la province d'Ysyk-Köl dans le Tian Shan.

## Étymologie
Cette espèce est nommée en l'honneur de Peter Petrovič Vtorov.

## Publication originale
- Mahnert, 1977 : Pseudoskorpione (Arachnida) aus dem Tien-Shan. Berichte des Naturwissenschaftlich-Medizinischen Vereins in Innsbruck, vol. 64, p. 89-95 (texte intégral).